# Maluku Utara

Verwaltungsgliederung

Maluku Utara, deutsch Nordmolukken, ist eine indonesische Provinz, die den nördlichen Teil der Inselgruppe der Molukken umfasst. Hauptstadt ist Sofifi, eine Küstenstadt mit ca. 3.000 Einwohnern. Andere Quellen geben Ternate an, die größte Stadt der Provinz.

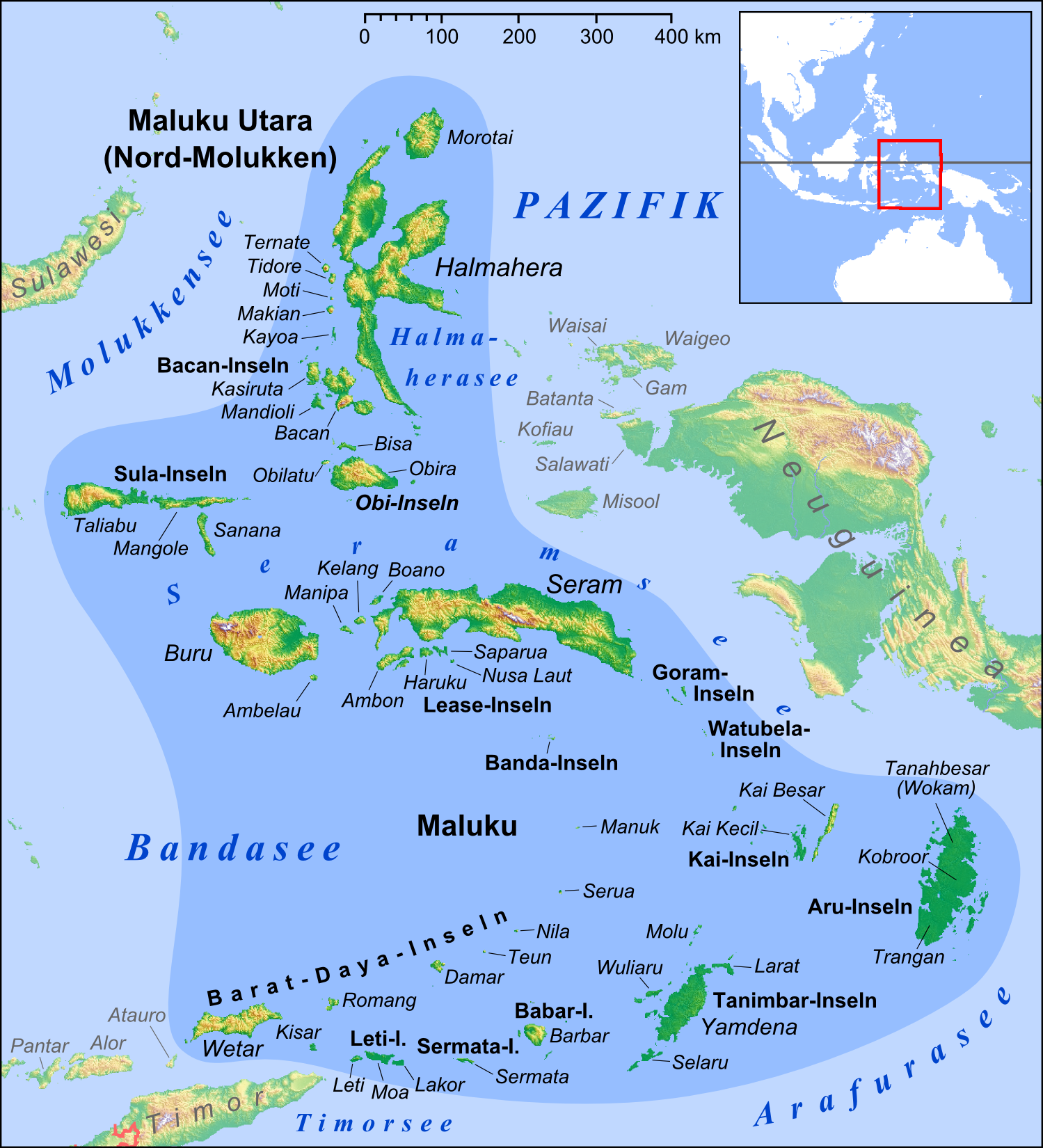
Karte der Molukken mit den Nordmolukken

## Geographie
Unter den 36 Provinzen und den beiden gleichberechtigten Städten (Regionen) Jakarta und Yogyakarta nimmt Maluku Utara einen 27. Platz ein, der Anteil an der Gesamtfläche Indonesiens beträgt 1,66 Prozent. Von der Region Maluku nimmt die Provinz ca. 40 Prozent der Fläche ein.
Die Nordmolukken werden von drei Randmeeren des Pazifik umgeben und schließlich von ihm im Norden selbst. Die Seramsee See im Süden trennt die Provinz von der „Mutterprovinz“ Maluku, die Molukkensee trennt von der Insel Sulawesi und die Halmaherasee im Osten trennt von der Region Papua, dem Westteil der Insel Neuguinea. Zur Provinz gehören 901 Inseln, 406 von ihnen werden dem Regierungsbezirk Halmahera Selatan zugeordnet. Halmahera ist mit Abstand die größte Insel, größere Inseln sind Morotai, Bacan, Obi, Taliabu, Mangole und Sanana. Der Gunung Sibela, der höchste Berg misst 2110 Meter und liegt im Bezirk Halmahera Selatan.

### Grenzpunkte
Die Provinz liegt beidseits des Äquators und hat folgende äußere Grenzpunkte:
| Richtung | Kode          | Desa          | Kec.           | Kab.             | Koordinaten         |
| -------- | ------------- | ------------- | -------------- | ---------------- | ------------------- |
| N        | 82.07.03.2009 | Cendana       | Morotai Jaya   | Pulau Morotai    | 02°38′42,88″ n. Br. |
| O        | 82.02.03.2005 | Umiyal a)     | Pulau Gebe     | Halmahera Tengah | 129°55′24,93″ ö. L. |
| S        | 82.05.08.2004 | Wailia b)     | Sulabesi Timur | Kepulauan Sula   | 02°28′37,93″ s. Br. |
| W        | 82.08.01.2010 | Loho Bubba c) | Taliabu Barat  | Pulau Taliabu    | 124°16′59,16″ ö. L. |

## Wetter und Klima
In der gesamten Provinz herrscht tropisches tropisches Regenwaldklima (feuchttropisches Klima). Man unterscheidet eine trockene Jahreszeit und die Regenzeit mit fließenden Übergängen. In der Provinz gibt es vier Wetterbeobachtungsstationen: 
- Emalamo Sanana (Kab. Sula)
- Oesman Sadik Labuha (Kab. Halmahera Selatan)
- Gamarmalamo Galela (Kab. Halmahera Utara)
- Sultan Baabullah Ternate (Kota Ternate)

Im Jahr 2020 lagen die Temperaturen aller Stationen zwischen 19,4 und 35,6 °C, bei einem Mittel von ca. 27 °C. Die Feuchte lag zwischen 38 und 100 % (Mitte ca. 85 %), Regen fiel im genannten Zeitraum zwischen 159,18 und 220,06 mm pro Monat, an 18 bis 23 Tagen. Die tägliche Sonnenscheindauer lag zwischen 62,8 und 75 Prozent.

## Verwaltungsgliederung

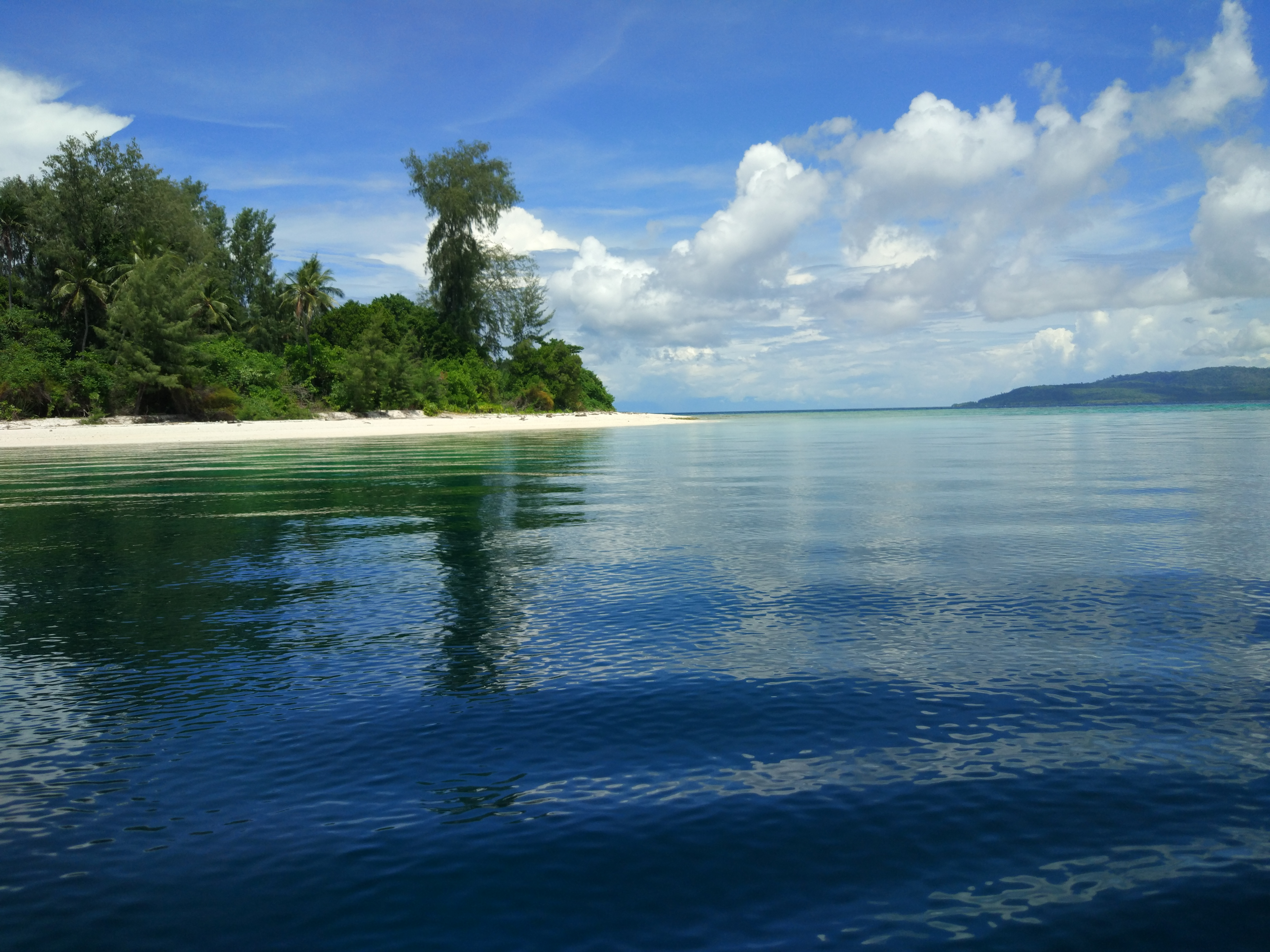
Die unbewohnte Insel Mala Mala (2017)

Die Provinz der Maluku Utara gliedert sich in acht Regierungsbezirke (Kabupaten) und zwei Städte (Kota). Eine weitere Gliederung erfolgt in 118 Distrikte (Kecamatan) mit 1067 Dörfern (2024). Davon haben 118 als Kelurahan städtischen Charakter. Es existierten 2020 288.895 Haushalte mit durchschnittlich 4,42 Mitgliedern.

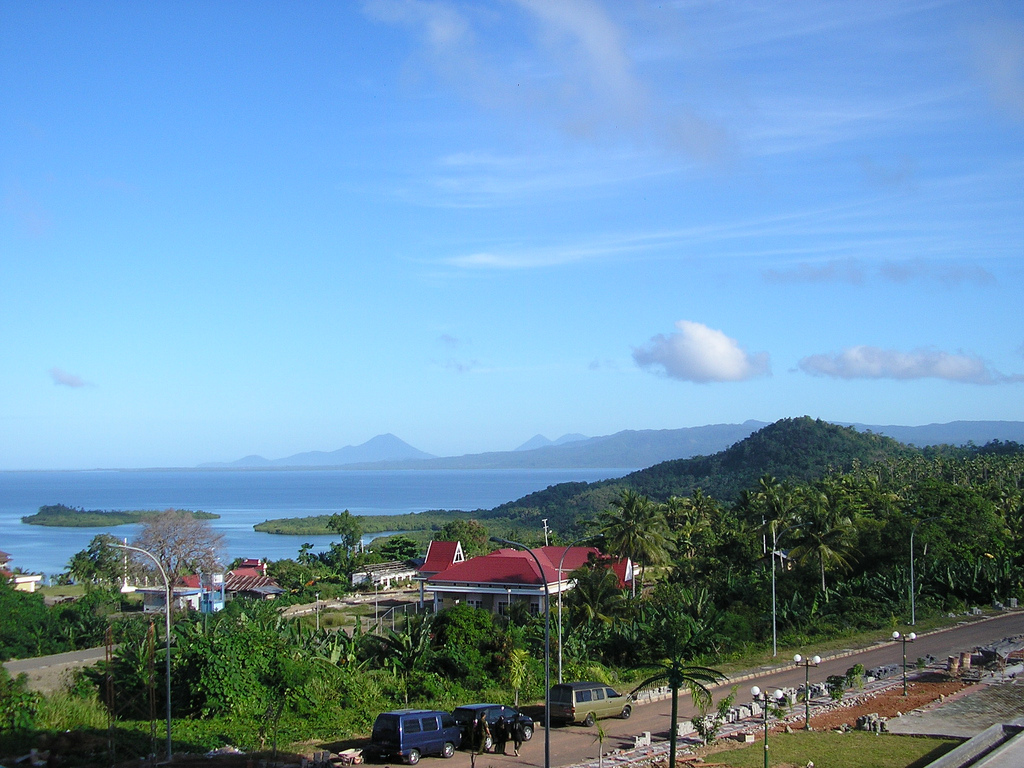
Blick auf die Provinzhauptstadt Sofifi (2010)

| Code 1 | Wappen       | Kabupaten / Kota Regierungsbezirk / Stadt | Ibu Kota Regierungssitz | Karte  | Fläche (km²) | Anzahl der Verwaltungseinheiten | Anzahl der Verwaltungseinheiten | Anzahl der Verwaltungseinheiten | Bevölkerung am Censustag | Bevölkerung am Censustag | Dichte (Einw./km²) |
| Code 1 | Wappen       | Kabupaten / Kota Regierungsbezirk / Stadt | Ibu Kota Regierungssitz | Karte  | Fläche (km²) | Kecamatan 2                     | 00Desa 3000                     | Kelurahan 4                     | 2010 5                   | 2020 6                   | Dichte (Einw./km²) |
| ------ | ------------ | ----------------------------------------- | ----------------------- | ------ | ------------ | ------------------------------- | ------------------------------- | ------------------------------- | ------------------------ | ------------------------ | ------------------ |
| 82.01  |              | Kab. Halmahera Barat (Westhalmahera)      | Jailolo                 |        | 1.704,20     | 9                               | 169                             | –                               | 100.424                  | 132.349                  | 77,7               |
| 82.02  |              | Kab. Halmahera Tengah (Zentralhalmahera)  | Weda                    |        | 2.653,76     | 10                              | 61                              | –                               | 042.815                  | 056.802                  | 21,4               |
| 82.03  |              | Kab. Halmahera Utara (Nordhalmahera)      | Tobelo                  |        | 3.896,90     | 17                              | 196                             | –                               | 161.847                  | 197.638                  | 50,7               |
| 82.04  |              | Kab. Halmahera Selatan (Südhalmahera)     | Labuha                  |        | 8.148,90     | 30                              | 249                             | –                               | 198.911                  | 248.395                  | 30,5               |
| 82.05  |              | Kab. Kepulauan Sula (Sula-Inseln)         | Sanana                  |        | 3.304,32     | 12                              | 78                              | –                               | 085.215                  | 104.082                  | 31,5               |
| 82.06  |              | Kab. Halmahera Timur (Osthalmahera)       | Kota Maba               |        | 6.571,31     | 10                              | 102                             | –                               | 073.109                  | 091.707                  | 14,0               |
| 82.07  |              | Kab. Pulau Morotai (Insel Morotai)        | Daruba                  |        | 2.476,00     | 6                               | 88                              | –                               | 052.697                  | 074.436                  | 30,1               |
| 82.08  |              | Kab. Pulau Taliabu (Insel Taliabu)        | Bobong                  |        | 1.469,93     | 8                               | 71                              | –                               | 047.309                  | 058.047                  | 39,5               |
| 82.71  |              | Kota Ternate                              | Ternate                 |        | 0.111,39     | 8                               | –                               | 78                              | 185.705                  | 205.001                  | 1.840,4            |
| 82.72  |              | Kota Tidore Kepulauan (Tidore-Inseln)     | Soa Sio                 |        | 1.645,73     | 8                               | 49                              | 40                              | 090.055                  | 114.480                  | 69,6               |
| 82     | Maluku Utara | Maluku Utara                              | Sofifi                  | Sofifi | 31.982,50    | 118                             | 1.063                           | 118                             | 1.038.087                | 1.282.937                | 40,1               |

## Demographie

### Soziale Daten 2020
| Merkmal                                                             | Prov. Maluku Utara | 0Indonesien0   |
| ------------------------------------------------------------------- | ------------------ | -------------- |
| Bevölkerung unterhalb der Armutsgrenze (Tsd.)00                     | 86,37              | 26.424,02      |
| Anteil der „armen Bevölkerung“ (indonesisch Penduduk miskin) (%)000 | 06,78              | 009,78         |
| Arbeitslosenrate (%)                                                | 05,15              | 007,07         |
| Lebenserwartung bei der Geburt (Jahre)                              | 68,33              | 071,47         |
| HDI-Index                                                           | 68,49              | 071,94         |
| Analphabetenrate (in %, 15+ J.)                                     | 001,23             | 004,00         |
| Anteil der Altersgruppen                                            | 0Real0             | 00.Prozentual0 |
| Kinder (<15 J.)                                                     | 359.7710           | 28.04          |
| arbeitsfähige Bevölkerung (15–64 J.)                                | 870.2790           | 67,83          |
| Rentner und Pensionäre (>65 J.)                                     | 052.8870           | 04,12          |

### Religion
Die Bevölkerung besteht aus etlichen malaiischen und papuanischen Völkern, die früher zusammen als Alfuren bezeichnet wurden. Die Mehrheit der Bevölkerung bekennt sich zum Islam. Die interreligiösen Konflikte, die insbesondere auf Ambon ausgebrochen sind, haben sich immer wieder auch auf den Nordmolukken ausgebreitet.
| Kabupaten             | Mohammedaner      | Mohammedaner      | Protestanten        | Protestanten        | Katholiken       | Katholiken       | Hindus                                          | Hindus                                          | Buddhisten                                      | Buddhisten                                      | Konfuzionisten                                  | Konfuzionisten                                  | Sonstige                                        | Sonstige                                        |
| --------------------- | ----------------- | ----------------- | ------------------- | ------------------- | ---------------- | ---------------- | ----------------------------------------------- | ----------------------------------------------- | ----------------------------------------------- | ----------------------------------------------- | ----------------------------------------------- | ----------------------------------------------- | ----------------------------------------------- | ----------------------------------------------- |
| Halmahera Barat       | 51.245            | 41,68             | 69.417              | 56,46               | 2.264            | 1,84             | 16                                              | 0,01                                            | 3                                               | <0,01                                           | 0                                               | —0                                              | 0                                               | —0                                              |
| Halmahera Tengah      | 45.749            | 82,37             | 9.558               | 17,21               | 236              | 0,42             | 0                                               | —0                                              | 0                                               | —0                                              | 0                                               | —0                                              | 0                                               | —0                                              |
| Halmahera Utara       | 88.561            | 44,19             | 109.848             | 54,81               | 1.797            | 0,90             | 11                                              | 0,01                                            | 10                                              | <0,01                                           | 1                                               | <0,01                                           | 193                                             | 0,10                                            |
| Halmahera Selatan     | 121.127           | 81,38             | 27.062              | 18,18               | 486              | 0,33             | 1                                               | <0,01                                           | 0                                               | —0                                              | 0                                               | —0                                              | 160                                             | 0,11                                            |
| Kepulauan Sula        | 73.510            | 99,53             | 154                 | 0,21                | 191              | 0,26             | 0                                               | —0                                              | 0                                               | —0                                              | 0                                               | —0                                              | 0                                               | —0                                              |
| Halmahera Timur       | 54.426            | 64,61             | 29.655              | 35,20               | 158              | 0,19             | 0                                               | —0                                              | 3                                               | <0,01                                           | 0                                               | —0                                              | 0                                               | —0                                              |
| Pulau Morotai         | 46.037            | 61,56             | 28.393              | 37,97               | 348              | 0,47             | 0                                               | —0                                              | 4                                               | <0,01                                           | 0                                               | —0                                              | 0                                               | —0                                              |
| Pulau Taliabu         | 47.717            | 81,78             | 9.528               | 16,33               | 722              | 1,24             | 1                                               | <0,01                                           | 0                                               | —0                                              | 0                                               | —0                                              | 381                                             | 0,65                                            |
| Kota Ternate          | 204.803           | 96,39             | 6.684               | 3,15                | 699              | 0,33             | 121                                             | 0,06                                            | 31                                              | 0,01                                            | 144                                             | 0,07                                            | 1                                               | <0,01                                           |
| Kota Tidore Kepulauan | 96.170            | 94,37             | 5.540               | 5,44                | 188              | 0,18             | 0                                               | —0                                              | 0                                               | —0                                              | 10                                              | 0,01                                            | 0                                               | —0                                              |
| Maluku Utara00        | 829.345           | 73,18             | 295.839             | 26,10               | 7.089            | 0,63             | 150                                             | 0,01                                            | 51                                              | <0,01                                           | 155                                             | 0,01                                            | 735                                             | 0,06                                            |
| religiöse Gebäude     | 1.122 Moscheen 7) | 1.122 Moscheen 7) | 1.015 prot. Kirchen | 1.015 prot. Kirchen | 53 kath. Kirchen | 53 kath. Kirchen | je 1 Pura, Vihara, Klenteng; 3 sonstige Gebäude | je 1 Pura, Vihara, Klenteng; 3 sonstige Gebäude | je 1 Pura, Vihara, Klenteng; 3 sonstige Gebäude | je 1 Pura, Vihara, Klenteng; 3 sonstige Gebäude | je 1 Pura, Vihara, Klenteng; 3 sonstige Gebäude | je 1 Pura, Vihara, Klenteng; 3 sonstige Gebäude | je 1 Pura, Vihara, Klenteng; 3 sonstige Gebäude | je 1 Pura, Vihara, Klenteng; 3 sonstige Gebäude |

| Religion       | Anzahl     | Anteil % |
| -------------- | ---------- | -------- |
| Mohammedaner00 | 1.039.8520 | 74,580   |
| Protestanten   | 345.7810   | 24,800   |
| Katholiken     | 8.1910     | 0,590    |
| Hindus         | 1240       | 0,010    |
| Buddhisten     | 1580       | 0,010    |
| Konfuzionisten | 1160       | 0,010    |
| Kepercayaan    | 90         | <0,010   |

### Aktuelle Daten der Bevölkerungsfortschreibung
Nachfolgende Tabelle gibt die Einwohnerstände der letzten drei Volkszählungen sowie der Bevölkerungsfortschreibung am Jahresende für 2021 bis 2024 durch die örtlichen Einwohnermeldeämter (Zivilregistrierungsbüros, Disdukcapil, indonesisch Dinas Kependudukan dan Pencatatan Sipil) wieder. Der aktuelle Stand kann in einer interaktiven Karte abgerufen werden.

| Kabupaten Kota        | Zensusdaten | Zensusdaten | Zensusdaten | Zensusdaten | Zensusdaten | Jahresende | Jahresende | Jahresende | Daten von Mitte 2024 | Daten von Mitte 2024 | Daten von Mitte 2024 | Daten von Mitte 2024 | Daten von Mitte 2024 | Daten von Mitte 2024 |
| Kabupaten Kota        | 2000        | 2010        | 2020 8)     | Männer      | Frauen      | 2021       | 2022       | 2023       | Gesamt               | Männer               | Frauen               | Fläche km² 9)        | Dichte Einw./km²     | Sex Ratio 10)        |
| --------------------- | ----------- | ----------- | ----------- | ----------- | ----------- | ---------- | ---------- | ---------- | -------------------- | -------------------- | -------------------- | -------------------- | -------------------- | -------------------- |
| Halmahera Barat       | 87.607      | 100.424     | 67.549      | 64.800      | 132.349     | 136.150    | 136.700    | 137.543    | 139.764              | 71.695               | 68.069               | 2.239,11             | 62,4                 | 105,33               |
| Halmahera Tengah      | 31.865      | 42.815      | 30.173      | 26.629      | 56.802      | 77.119     | 92.898     | 96.977     | 106.500              | 67.500               | 39.000               | 2.276,90             | 46,8                 | 173,08               |
| Halmahera Utara       | 93.231      | 161.847     | 100.971     | 96.667      | 197.638     | 200.776    | 201.343    | 203.213    | 206.233              | 105.804              | 100.429              | 3.404,64             | 60,6                 | 105,35               |
| Halmahera Selatan     | 161.590     | 198.911     | 128.896     | 119.499     | 248.395     | 253.056    | 253.487    | 255.384    | 258.564              | 133.453              | 125.111              | 8.096,40             | 31,9                 | 106,67               |
| Kepulauan Sula        | 122.439     | 132.524     | 52.999      | 51.083      | 104.082     | 106.173    | 104.724    | 105.095    | 100.635              | 50.397               | 50.238               | 1.778,52             | 56,6                 | 100,32               |
| Halmahera Timur       | 45.674      | 73.109      | 47.442      | 44.265      | 91.707      | 96.195     | 96.702     | 97.895     | 100.473              | 51.953               | 48.520               | 6.488,72             | 15,5                 | 107,08               |
| Pulau Morotai         | 39.965      | 52.697      | 38.443      | 35.993      | 74.436      | 77.229     | 78.762     | 80.566     | 82.913               | 42.749               | 40.164               | 2.337,33             | 35,5                 | 106,44               |
| Pulau Taliabu         | -           | -           | 29.859      | 28.188      | 58.047      | 60.219     | 63.566     | 64.885     | 66.361               | 33.930               | 32.431               | 2.985,75             | 22,2                 | 104,62               |
| Kota Ternate          | 155.714     | 185.705     | 103.119     | 101.882     | 205.001     | 201.458    | 202.061    | 204.920    | 210.836              | 109.668              | 101.168              | 162,20               | 1.299,8              | 108,40               |
| Kota Tidore Kepulauan | 77.016      | 90.055      | 57.960      | 56.520      | 114.480     | 115.552    | 116.024    | 118.613    | 121.952              | 62.631               | 59.321               | 1.703,32             | 71,6                 | 105,58               |
| Prov. Maluku Utara    | 815.101     | 1.038.087   | 657.411     | 625.526     | 1.282.937   | 1.323.927  | 1.346.267  | 1.365.091  | 1.394.231            | 729.780              | 664.451              | 31.473,09            | 44,3                 | 109,83               |

## Geschichte

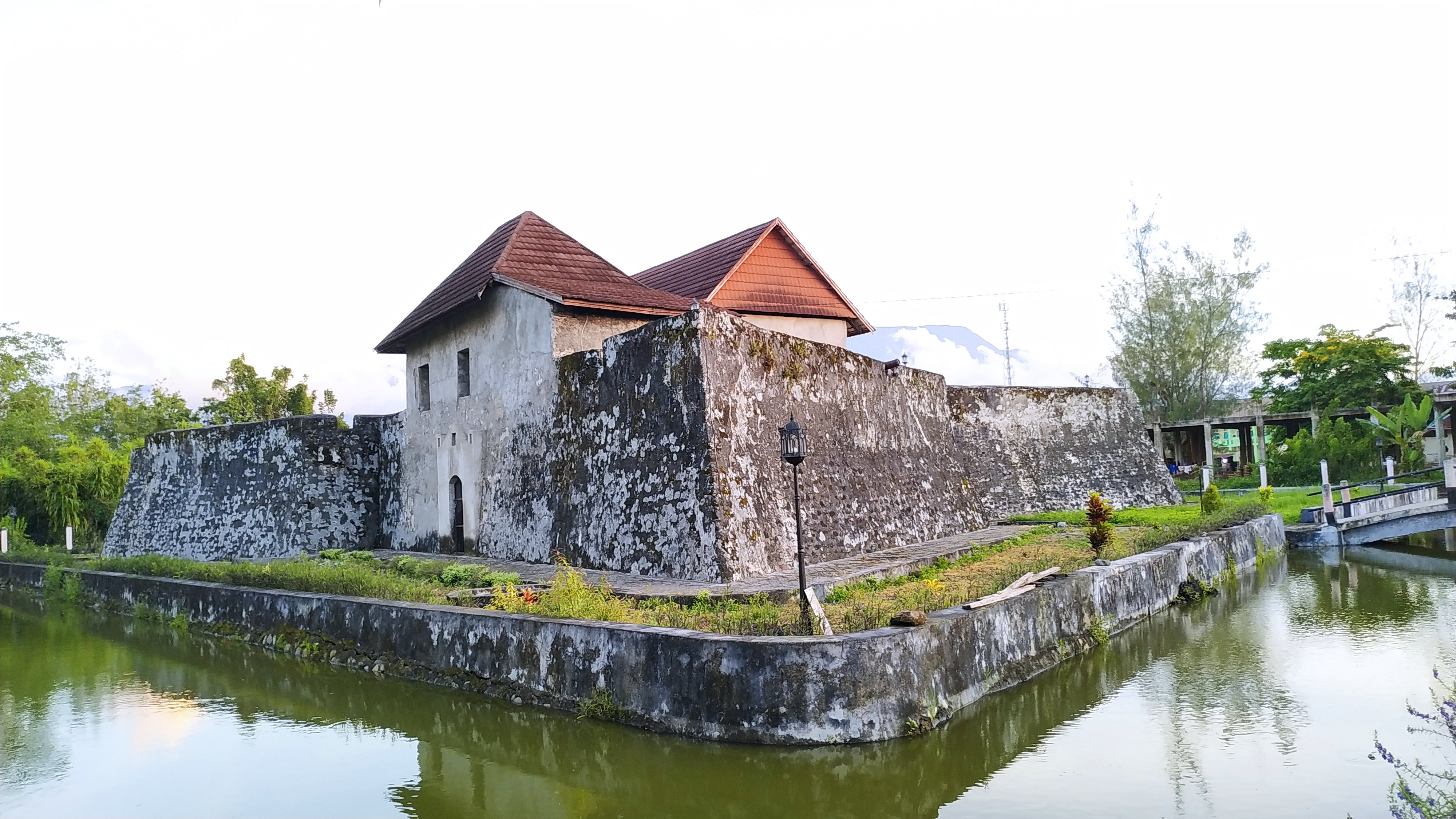
Fort Barneveld auf der Insel Bacan (2020)

Die Inseln Ternate und Tidore waren im 16. Jahrhundert bedeutende Sultanate, die durch den Gewürzhandel Einfluss gewannen. Muskat und Gewürznelken wurden auf Ternate, Tidore, Motir, Makian und Bacan produziert. Später stritten Spanier, Portugiesen und Niederländer um die Vorherrschaft, ehe sich die Niederländer durchsetzen konnten und die Inseln in Niederländisch-Indien integrierten.
Die mehrheitlich muslimischen Einwohner der nördlichen Molukken schlossen sich bei der Unabhängigkeit Indonesiens dem neuen Inselstaat an, während die weitgehend christlichen Bewohner der Südlichen Molukken nach 1950 versuchten, mit der Republik der Südmolukken einen unabhängigen Staat zu bilden. Dies scheiterte aber.
Die gesamten Molukken bildeten bis 1999 eine gemeinsame Provinz Maluku. Durch das Gesetz Nr. 46 wurde Maluku Utara als neue Provinz abgetrennt. Zu diesem Zeitpunkt bestand die neue Provinz aus den beiden Kabupaten Maluku Utara (20 Kecamatan, 67,8 % der Fläche) und Halmahera Tengah (12 Kecamatan, 31,7 % der Fläche) sowie der autonomen Stadt Ternate (4 Kecamatan).

## Wirtschaft
Wirtschaftlich dominiert die Landwirtschaft; auf Halmahera werden Gold, Nickel und Cobalt geschürft. Während der politischen Unruhen 1999 bis 2002 kam der Tourismus fast vollständig zum Erliegen. Seit 2006 hat sich die Lage weitgehend beruhigt.